# Brusnik
Brusnik (makedonska: Брусник) är en ort i Nordmakedonien. Den ligger i den sydvästra delen av landet, 110 kilometer söder om huvudstaden Skopje. Brusnik ligger 867 meter över havet och antalet invånare är 790.